# Vengeance Valley
Vengeance Valley is een Amerikaanse western van Richard Thorpe die werd uitgebracht in 1951. 

## Verhaal
Arch Strobie is een oude, heel rijke eigenaar van een ranch. Hij is weduwnaar sinds zijn vrouw in het kraambed gestorven is. Lee, zijn enige zoon, is een oneerlijke, jaloerse en karakterloze nietsnut. Na Lee's geboorte slaagde Arch er niet in Lee alleen op te voeden. Daarom haalde hij vijftien jaar geleden Owen Daybright in huis. Owen was toen een jonge, arme vagebond, iets ouder dan Lee. Arch beschouwt Owen, die zich ontpopte als zijn rechtzinnige en hardwerkende voorman én als de loyale beschermer van Lee, als zijn tweede, zo niet als zijn eerste zoon. 
Op een dag, wanneer Owen en Lee terugkomen van de weiden waar het vee overwintert, vernemen ze dat Lily, een jonge alleenstaande vrouw, net is bevallen van een zoontje. Alleen Jen, Lee's vrouw, heeft Lily helpen bevallen, de dokter weigerde immers te komen omdat de vader niet bekend was. Lee is de vader. Owen, die Lee in het verleden al meermaals uit de nood heeft geholpen, moet erop toezien dat Lily financieel niets tekort komt en overhandigt haar 500 dollar. Wanneer Arch Lee aan tafel terechtwijst omdat diens bankrekening in het rood staat beseft ook Jen dat haar echtgenoot de vader van Lily's baby is.    
De broers van Lily zijn er echter van overtuigd dat Owen de onwaardige vader en onverantwoordelijke dader is omdat hij de som geld aan hun zuster heeft gegeven. Ze zinnen op wraak.
Bovendien denkt Lee dat Jen en Owen gevoelens hebben voor elkaar. Het idee groeit bij hem om af te rekenen met Owen. 

## Rolverdeling
| Acteur             | Personage                           |
| ------------------ | ----------------------------------- |
| Burt Lancaster     | Owen Daybright                      |
| Robert Walker      | Lee Strobie                         |
| Joanne Dru         | Jen Strobie, de vrouw van Lee       |
| Sally Forrest      | Lily Fasken                         |
| John Ireland       | Hub Fasken, de broer van Lily       |
| Ray Collins        | Arch Strobie                        |
| Carleton Carpenter | Hewie                               |
| Hugh O'Brian       | Dick Fasken, de broer van Lily      |
| Ted de Corsia      | Herb Backett                        |
| Will Wright        | Mr. Willoughby, de kok van de ranch |